# Памятник фельдмаршалу Гебхарду Блюхеру
Памятник фельдмаршалу Гебхарду Блюхеру — бронзовый монумент, расположенный в главном мемориале жертвам войны и тирании Нойе Вахе в Берлинском районе Митте на ул. Унтер-ден-Линден. Установлен между королевским дворцом и оперным театром в честь прусского военачальника, генерал-фельдмаршала Гебхарда Блюхера, победителя Наполеона при Ватерлоо.
Автор памятника скульптор Кристиан Даниэль Раух, который спроектировал его между 1819 и 1823 годами, отливка была завершена в 1824 году. Открыт в 1826 году.
Представляет собой бронзовую статую полководца в полный рост с саблей в правой руке, опирающегося ногой на пушку поверженного врага. Статуя, замечательная по силе экспрессии и по красивой, непринуждённой позе фигуры. Пьедестал украшен барельефами на мифологические темы. На передней его части надпись «Blücher», ниже герб Блюхера.